# Фінал кубка Англії з футболу 1920
Фінал кубка Англії з футболу 1920 — 45-й фінал найстарішого футбольного кубка у світі. Учасниками фіналу були «Астон Вілла» і «Гаддерсфілд Таун». Володарем кубкового трофею став «Астон Вілла».

## Шлях до фіналу
| «Астон Вілла»          | «Астон Вілла» | «Астон Вілла»            | Раунд           | «Гаддерсфілд Таун» | «Гаддерсфілд Таун» | «Гаддерсфілд Таун»       |
| ---------------------- | ------------- | ------------------------ | --------------- | ------------------ | ------------------ | ------------------------ |
| Суперник               | Результат     | Матчі                    |                 | Суперник           | Результат          | Матчі                    |
| «Квінз Парк Рейнджерс» | 2—1           | 2—1 вдома                | Перший раунд    | «Брентфорд»        | 5—1                | 5—1 на виїзді            |
| «Манчестер Юнайтед»    | 2—1           | 2—1 на виїзді            | Другий раунд    | «Ньюкасл Юнайтед»  | 1—0                | 1—0 на виїзді            |
| «Сандерленд»           | 1—0           | 1—0 вдома                | Третій раунд    | «Плімут Аргайл»    | 3—1                | 3—1 вдома                |
| «Тоттенгем Готспур»    | 1—0           | 1—0 на виїзді            | Четвертий раунд | «Ліверпуль»        | 2—1                | 2—1 на виїзді            |
| «Челсі»                | 3—1           | 3—1 на нейтральному полі | 1/2 фіналу      | «Бристоль Сіті»    | 2—1                | 2—1 на нейтральному полі |

## Матч
| 24 квітня 1920 |

| Астон Вілла | 1:0 дч   | Гаддерсфілд Таун |
| ----------- | -------- | ---------------- |
| Кіртон 100' | Протокол |                  |

| Стемфорд Бридж, Лондон Глядачів: 50 018 Арбітр: Т.Дж.Гаукрофт |

|  |  |

|                  |  |                |  |
|                  |  |                |  |
| В                |  | Сем Гарді      |  |
| З                |  | Томмі Вестон   |  |
| З                |  | Томмі Смарт    |  |
| ПЗ               |  | Френк Мосс     |  |
| ПЗ               |  | Френк Барсон   |  |
| ПЗ               |  | Енді Дакет (к) |  |
| Н                |  | Артур Доррелл  |  |
| Н                |  | Клем Стівенсон |  |
| Н                |  | Біллі Вокер    |  |
| Н                |  | Біллі Кіртон   |  |
| Н                |  | Чарлі Воллес   |  |
| Головний тренер: |  |                |  |
| Джордж Ремзі     |  |                |  |

|                  |  |                  |  |
|                  |  |                  |  |
| В                |  | Сенді Матч       |  |
| З                |  | Фред Баллок (к)  |  |
| З                |  | Джеймс Вуд       |  |
| ПЗ               |  | Біллі Вотсон     |  |
| ПЗ               |  | Том Вілсон       |  |
| ПЗ               |  | Чарлі Слейд      |  |
| Н                |  | Ерні Ісліп       |  |
| Н                |  | Джек Свенн       |  |
| Н                |  | Сем Тейлор       |  |
| Н                |  | Френк Менн       |  |
| Н                |  | Джордж Річардсон |  |
| Головний тренер: |  |                  |  |
| Емброус Ленглі   |  |                  |  |